# Ida Callisen
Ida Callisen Jørgensen (født 18. februar 2002) er en dansk håndboldspiller der spiller for Randers HK i Damehåndboldligaen.
Hun fik i sæsonen 2019-20 sin første debut for Randers HKs ligahold, efter flere år på klubbens U/19-hold og fik især i 2021/22-sæsonen en større rolle for holdet. Den 5. marts 2021 forlængede sin kontrakt med klubben frem til sommeren 2022.
Hun blev kåret til Årets talent i Randers Kommune i 2020.